# Freeport (Illinois)
Freeport es una ciudad ubicada en el condado de Stephenson, al norte del estado estadounidense de Illinois, cerca de la frontera con Wisconsin. En el Censo de 2020 tenía una población de 23,973 habitantes y una densidad poblacional de 772.61 personas por km². Es la ciudad natal de la actriz Calista Flockhart (n. 1964) y del asesino del presidente James Garfield, Charles J. Guiteau.

## Geografía
Freeport se encuentra ubicada en las coordenadas 42°17′22″N 89°38′9″O / 42.28944, -89.63583. Según la Oficina del Censo de los Estados Unidos, Freeport tiene una superficie total de 30.53 km², de la cual 30.5 km² corresponden a tierra firme y (0.08%) 0.03 km² es agua.

## Demografía
Según el censo de 2010, había 25638 personas residiendo en Freeport. La densidad de población era de 839,81 hab./km². De los 25638 habitantes, Freeport estaba compuesto por el 77.13% blancos, el 16.21% eran afroamericanos, el 0.21% eran amerindios, el 0.85% eran asiáticos, el 0.03% eran isleños del Pacífico, el 1.79% eran de otras razas y el 3.77% pertenecían a dos o más razas. Del total de la población el 4.12% eran hispanos o latinos de cualquier raza.